# HMS Auckland (L61)
Pour les articles homonymes, voir Auckland (homonymie).
Le HMS Auckland est un sloop britannique, de la classe Egret, qui participa aux opérations navales contre la Kriegsmarine (marine Allemande) pendant la seconde Guerre mondiale.
Sa pose de la quille est effectuée le 16 juin 1937 dans le chantier naval de William Denny and Brothers à Dumbarton en Écosse, il est lancé le 30 juin 1938, mis en service le 16 novembre 1938 pour le compte de la Royal Navy.

## Historique
En premier temps, pendant sa fabrication, le sloop se nomme HMS Heron en tant que navire de relevé non armé, pour un service sur une base navale de Nouvelle-Zélande. Il est rebaptisé HMS Auckland au moment de son lancement en 1938.
Mais avec les menaces de guerre, Il est complètement armé et lors de sa mise en service, il part vers une base navale africaine en arrivant à Simon's Town en Afrique du Sud en février 1939.
Au début de la Seconde Guerre mondiale, il reste à Simon's Town jusqu'en novembre 1939, date à laquelle il retourne au Royaume-Uni pour un bref carénage.
Il rejoint alors la Force d'escorte de Rosyth en Norvège et sert d'escorte de convois sur la côte est jusqu'en avril 1940. Puis il rejoint la campagne norvégienne jusqu'en mai 1940. Après cela, il rejoint la Force de la mer Rouge jusqu'en avril 1941.
Déplacé en Méditerranée le 8 avril 1940, l'Auckland sert le long de la côte libyenne et est incorporé dans la force Tobruk Ferry Service (également connu sous le nom de Tobruk Ferry Run) composée de navires de la Royal Navy et de la Royal Australian Navy impliqués dans l'approvisionnement des forces alliées pendant le siège de Tobrouk.

Le 24 juin 1941, l'Auckland est coulé à la suite d'une attaque aérienne de 48 avions Junkers Ju 87 qui l'ont bombardé en piqué, 164 survivants sont recueillis par le HMAS Parramatta, au large de Tobrouk.